# Фармацеутски факултет Универзитета у Београду
Фармацеутски факултет је високошколска установа Универзитета у Београду која је званично основана 19. октобра 1945. године. Зграда факултета се налази у Улици војводе Степе у београдској општини Вождовац. Тренутни декан је проф. др Наташа Богавац-Станојевић.
Факултет је први пут је основан у виду одсека при Медицинском факултету 24. октобра 1939. године. Настава се одвијала релативно кратко јер је по почетку Другог светског рата обустављена.
Као независна високошколска установа Фармацеутски факултет је конституисан одлуком Скупштине тадашње Федералне Државе Србије 19. октобра 1945. године. Факултет од тада ради у континуитету. Студенти који су завршавали факултет до 70-их година прошлог века су стицали звање магистра да би то звање било реформисано у дипломирани фармацеут. Све до 1991. факултет није имао своју зграду, да би те године студије започеле у наменски изграђеној згради на данашњој локацији у Кумодражу по реформисаном наставном плану у трајању од пет година.
Поред своје матичне делатности високошколске установе, Фармацеутски факултет обавља образовне, научне, здравствене, стручне и издавачке послове, као и библиотекарску и музејску активност. Музеј за историју фармације  је регистрован као званични музеј града Београда.
Факултет је организован у четири радне јединице: Катедре, Лабораторије, Центри и Заједничке службе.
Школске 2023/24. године факултет је имао 2.899 студената од којих су 2.227 на интегрисаним академским студијама, 425 на специјалистичким академским. 17 на мастер академским, а 230 на докторским студијама. Школске 2023/24. године дипломирало је 379 студената, а број наставног особља износио је 166.

## Историјат
Идеја да се у Србији оснује високошколска установа за школовање фармацеута јавила се први пут осамдесетих година 19. века, када је предложено да се отвори Фармацеутски одсек при Великој школи. Ова идеја, на жалост, није реализована услед финансијских потешкоћа. Законом о универзитету из 1930. године је предвиђено да се при постојећем Медицинском факултету у Београду оснује и Фармацеутски одсек, али је цео пројекат реализован тек 1938. године, када је 28. априла Министарство просвете донео одлуку о формирању Фармацеутског одсека Медицинског факултета.
Прва генерација од 129 студената уписана је школске 1939/40. године, али је избијањем Другог светског рата настава прекинута, да би се обновила по његовом завршетку. Програм студија обухватао је укупно 17 предмета груписаних у четири катедре: Катедра хемије, Катедра фармакологије и токсикологије, Катедра биологије и Катедра ботанике и зоологије. Стицало се звање дипломирани фармацеут, са могућношћу стицања степена доктора наука из стручних фармацеутских области. На првој послератној седници Савета факултета, одржаној 7. септембра 1945. године, одлучено је да се Фармацеутски одсек издвоји из Медицинског факултета у посебан Фармацеутски факултет. Ова одлука постала је правоснажна одлуком Народне скупштине НР Србије бр. 2221 од 19. октобра 1945. године. Овај датум се слави као дан факултета. Иако у свему потпуно самосталан, Фармацеутски факултет је ипак остао тесно повезан са Медицинским факултетом, јер су се налазили у истим просторијама које су делили. Фармацеутски факултет није имао своје просторије све до 1991. године када је 31. маја свечано отворена нова зграда у Улици војводе Степе број 450 у Кумодражу. Од 1. октобра 1991. године студије прерастају из четворогодишњих у петогодишње, а 1. октобра 2006. је уписана прва генерација по новом програму усклађеним са Болоњском декларацијом.

## Катедре
Факултет има 19 катедри и то:

- за аналитичку хемију
- за аналитику лекова
- за ботанику
- за броматологију
- за фармацеутску хемију
- за фармацеутску технологију и козметологију
- за фармакогнозију
- за фармакокинетику и клиничку фармацију
- за фармакологију
- за физичку хемију и инструменталне методе
- за физику и математику
- за физиологију
- за медицинску биохемију
- за микробиологију и имунологију
- за општу и неорганску хемију
- за органску хемију
- за патобиологију
- за социјалну фармацију и фармацеутско законодавство
- за токсикологију „Академик Данило Солдатовић“

## Управа
Руководство факултета чине:
- Декан проф. др Наташа Богавац-Станојевић
- Продекан за наставу проф. др Јелена Ђуриш
- Продекан за науку и међународну сарадњу проф. др Александра Буха Ђорђевић
- Продекан за последипломску наставу и континуирану едукацију проф. др Душанка Крајновић
- Продекан за финансије проф. др Јелена Антић-Станковић
- Секретар факултета дипл. прав. Милан Мазалица

Председник Савета Фармацеутског факултета је проф. др Александра Зељковић.

### Декани
Од 2024. године, функцију декана Фармацеутског факултета обавља проф. др Наташа Богавац-Станојевић.
Од оснивања факултета, декани Фармацеутског факултета били су:

- Петар Матавуљ (1945–1946)
- Војислав Ристић (1946–1949)
- Момчило Мокрањац (1949–1952)
- Милош Младеновић (1952–1954)
- Павле Трпинац (1954–1956)
- Александар Дамански (1956–1960)
- Сретен Шљивић (1960–1962)
- Зорка Благојевић (1962–1967)
- Лепосава Стјепановић (1967–1969)
- Сава Станимировић (1969–1971)
- Милоје Даниловић (1971–1973)
- Бранислав Јанковић (1973–1974)
- Никола Туфегџић (1974–1979)
- Илија Бурић (1979–1981)
- Милан Мирић (1981–1983)
- Добрила Живанов-Стакић (1983–1985)
- Милош Алексић (1985–1987)
- Мирјана Ступар (1987–1991 и 1996–2001)
- Славица Спасић (1991–1996)
- Дарко Ивановић (2001–2006)
- Нада Ковачевић (2007–2012)
- Зорица Вујић (2012–2018)
- Слађана Шобајић (2018–2024)
- Наташа Богавац-Станојевић (2024–)

## Студије
Од школске године 2006/2007. студије на факултету су реформисане у складу са усвојеним Законом о високошколском образовању и Болоњском декларацијом. Студије трају 10 семестара. Интегрисане академске студије акредитоване су 2008, 2013. и 2019. године.
Постоје два студијска програма интегрисаних академских студија:
- Фармација
- Фармација – медицинска биохемија

Осим основних, Фармацеутски факултет има и низ специјалистичких академских студија, специјалистичких студија за потребе здравства и докторских академских студија. Факултет организује и курсеве континуиране едукације.